# Walid Benmbarek
Walid Benmbarek, né le  25 janvier 1980 à Amsterdam (Pays-Bas), est un acteur néerlandais d'origine marocaine. Il possède la double nationalité.

## Biographie
Walid Benmbarek grandit dans le quartier de IJburg à Amsterdam au sein d'une famille marocaine de six enfants (trois filles et trois garçons). A l'âge de cinq ans, il part habiter en Tunisie jusqu'à l'âge de onze ans. Il est diplômé de l'Université d'Amsterdam en ingénieur en construction d'avion. 

## Filmographie

### Rôles
- 2003 : Loverboy : Aziz
- 2004 : Bitches : Appie
- 2006 : Shouf Shouf! : Tarek
- 2006 : Afblijven : Ambulancier
- 2006 : Kruistocht in spijkerbroek : Surveillant
- 2008 : Hitte/Harara : Rachid
- 2008 : Goede tijden, slechte tijden : Mohammed
- 2009 : Onderweg Naar Morgen : Ibrahim
- 2014 : Infiltrant : Abdel
- 2017 : Broeders
- 2018 : Mocro Maffia : Adil